# 372e régiment d'infanterie (États-Unis)
Pour les articles homonymes, voir 372e régiment.
Le 372e régiment d'infanterie était un régiment afro-américain, nominalement une partie de la 93e Division d'infanterie (colorée), qui a servi dans la Première Guerre mondiale avec l'armée française. 

## Historique

### Première Guerre mondiale

La compagnie C du régiment d'infanterie en 1918.

Le 372e régiment d'infanterie était composé du premier bataillon séparé du district de Columbia organisé par Charles Remond Douglass (en); le 9e bataillon séparé d'Ohio; La First Separate Company du Maryland; La compagnie séparée G du Tennessee; compagnie L, Sixième Infanterie du Massachusetts; Et la First Separate Company of Connecticut --- tous étaient des troupes de la Garde nationale, et 250 hommes recrutés du camp Custer, Michigan, recrutés principalement du Michigan et du Wisconsin.

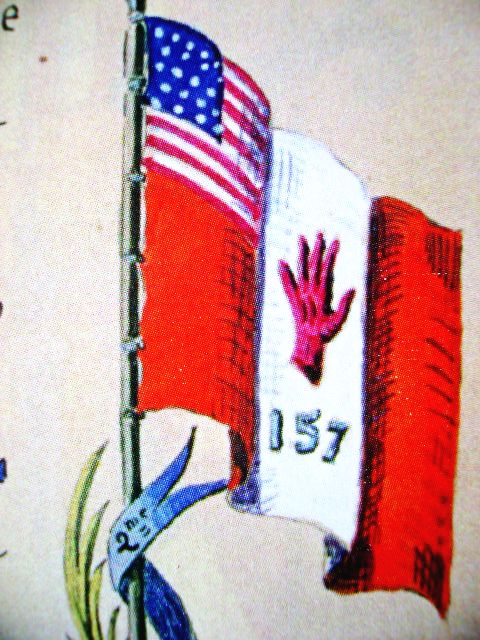
Red Hand Division (Fanion Division main rouge du général Mariano goybet commandant la Division qui intégra les 371 et régiments U.S. en 1918).

Le 372e régiment a été intégré avec la 371e régiment d'infanterie. en 1918 à la 157e division d'infanterie de l'armée française, appelée 157e Red Hand Division. Sous le commandement du général Mariano Goybet, cette division avait besoin de renforts.
Dans ses neuf premiers jours de combats dans le secteur de Meuse-Argonne, le 372e régiment peut être crédité d'avoir progressé de 8 kilomètres dans une défense très organisée. Dans le processus, il a fait prisonniers 600 Allemands, capturé 15 canons lourds, 20 minenwerfers et environ 150 mitrailleuses, ainsi qu'une quantité énorme de matériel d'ingénierie et de munitions d'artillerie. Le 372e a joué un rôle clé dans l'offensive Meuse-Argonne et subi des pertes de 500 hommes tués, blessés ou gazés dans l'action. Ils se sont battus vaillamment à Verdun, Bussy Ferme (où tous les officiers de la compagnie ont été tués ou blessés, et Séchault. Il a ensuite débordé les lignes et a participé à l’offensive en Champagne.
Emmet J. Scott  Histoire officielle American negro in the World war, Homewood Press, 1919, fournit une chronologie de l'époque où les hommes se battaient vaillamment dans la région Champagne en France pour la victoire.

#### "Over the Top
Le 28 septembre 1918, le 3e bataillon s'est accroché avec les Boches. Le premier coup a été livré par la 2e Division marocaine des troupes de choc. Les Boches en retraite continuent à bombarder notre position. Le tir à l'artillerie est dru et Les obus de 88 tombent comme de la grêle.
"Dans la matinée du 29 septembre 1918, nous nous efforçons de suivre l'ennemi en retraite, qui se retire rapidement, incapable de supporter notre assaut. Cet après-midi, il pleut, ce qui est regrettable pour nos blessés, car il y en a beaucoup.
"Aujourd'hui, c'est le 30 septembre 1918, et nous constatons que le 1er Bataillon est sur notre droite et avance rapidement sous la pluie et la boue. L'opposition de mitrailleuses est encore forte. Nos pertes sont faibles et nous avons capturé un grand nombre de prisonniers.
"Le 1er octobre 1918, nous rencontrons une résistance vigoureuse de l'ennemi qui s'est fortifié dans une colline pendant la nuit dernière. En raison de la mauvaise condition du terrain, nous ne recevons aucun soutien de l'artillerie française.
"Le 2 octobre 1918, nous avons chassé l'ennemi de Fontaine-en-Dormois et nous sommes maintenant dans le village. Nous ne sommes toujours pas en repos. Ils se retirent à travers la vallée vers l'une de leurs bases d'approvisionnement qui a un chemin de fer . L'ennemi brûle maintenant les fournitures qui ne peuvent pas être déplacées.
"Le 3 octobre 1918, nous avons avancé et capturé le petit village d'Ardeuil et une quantité considérable de matériel de guerre. Nos pertes ont été plutôt lourdes au cours des dernières 24 heures, mais nous avons infligé une perte beaucoup plus lourde à l'ennemi. Juste le 1er bataillon a pris le village de Sechaut après quelques combats acharnés par la compagnie A.
"Le 4 octobre 1918, le 2e bataillon se déploie ce matin, et nous reposons à Vieox, à environ quatre kilomètres de Monthois, et c'est l'un des centres ferroviaires de l'ennemi et des bases hospitalières. L'ennemi est occupé à détruire les provisions et à déplacer les blessés. Nous pouvons voir des trains sortir de Monthois. Notre artillerie bombarde toutes les routes et les chemins de fer à proximité. Le feu des ennemis est féroce et nous attendons une contre-attaque.
"Le 5 octobre 1918, l'artillerie allemande a pilonné bien et fort et nous sommes en alerte. Ils nous ont attaqué et un dur combat au corps a corps s'est poursuivi. Encore il a été repoussé, souffrant d'une perte extrêmement lourde. Nous avons pris beaucoup de prisonniers d'environ douze régiments différents. Après s'être reposé un peu, nous avons continué notre avance et sommes maintenant à la périphérie de Monthois.
"Le 6 octobre 1918, l'ennemi lance un ferme assaut sur notre gauche, où la 333e Infanterie française attaque. L'ennemi est de nouveau repoussé. Le travail de liaison de la 157e Division a été merveilleux, pas le moindre écart n'a été laissé ouvert.
"Le 7 octobre 1918, nos patrouilles sont entrées dans Monthois, tôt le matin, mais ont été chassées par des mitrailleuses, mais sont retournées avec l'artillerie. On vient de nous dire que nous devons être remplacés par le 76e régiment Français, durant la nuit; Nous avons été remplacés à 8 heures de l'après midi. Nous avons parcouru une très longue distance au sol. Notre combat fut difficile pour prendre Minnecourt où le régiment procéda à la réorganisation.
" Le Régiment a atteint Somme Bionne le 9 octobre 1918. Le régiment quitta Somme Bionne le 11 octobre 1918 pour rejoindre Vignemont. Il laissa Valmy à 8:00 le 12 octobre 1918 et arriva à Vignemont le 13 octobre 1918. Il marcha 15 kilomètres vers St. Leonard et arriva à Laveline dans le département des Vosges le 15 octobre 1918 à 10:15 de l'après midi.
"Le 7 novembre 1918, 1 officier et 22 militaires du rang capturés par une patrouille allemande. Le 10 novembre 1918, une patrouille de Compagnie A, a fait plusieurs prisonniers d'une patrouille allemande.

#### Citations pour les hommes de157eDivision

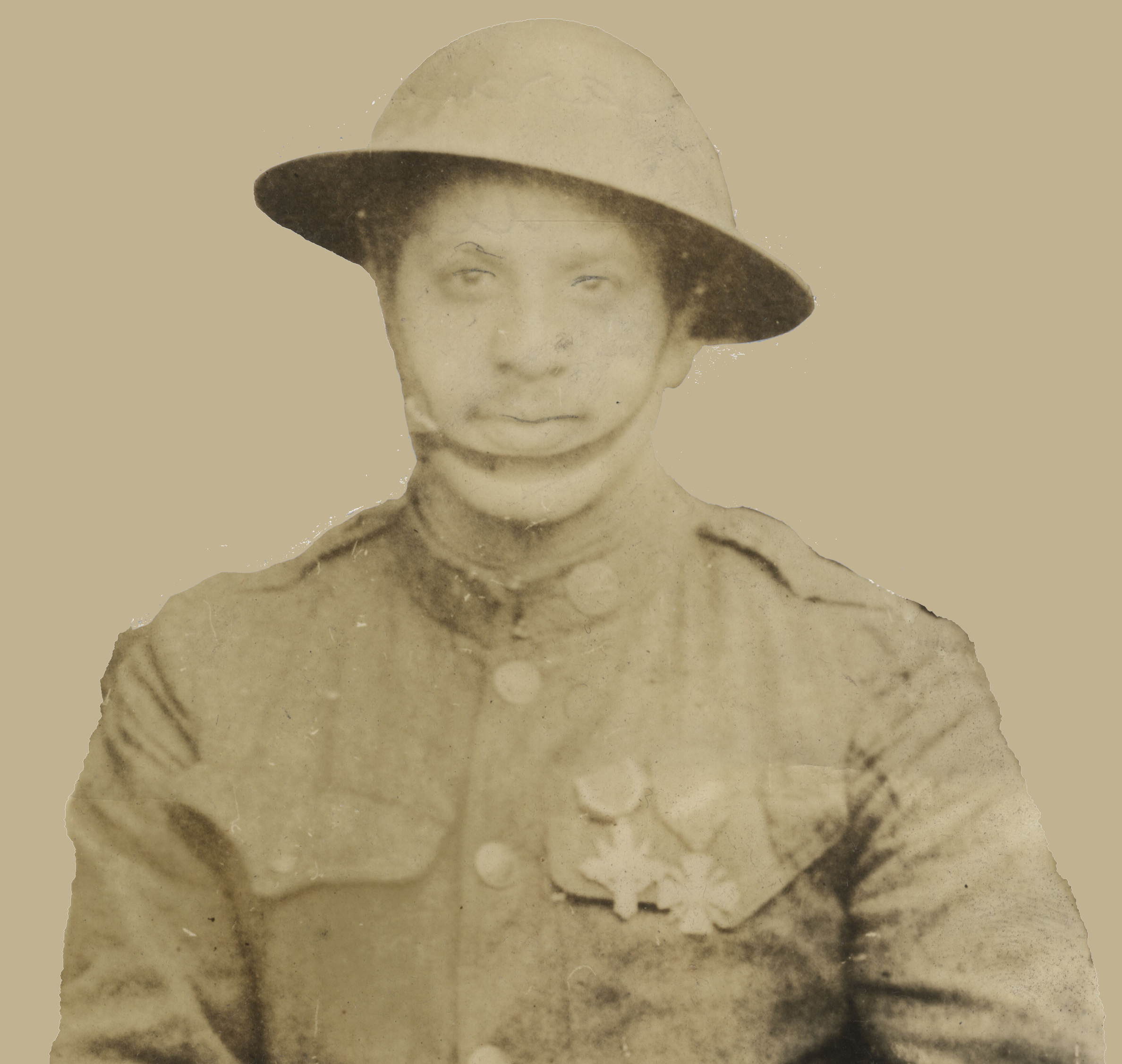
Le caporal Clarence Van Allen, portant la croix de guerre et la Distinguished Service Cross.

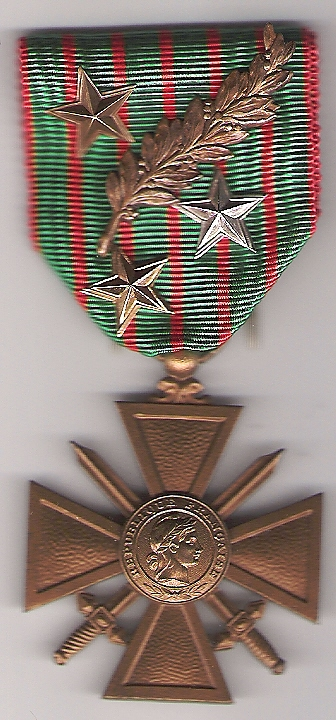
Croix de guerre 1914-1918 française obtenue par le régiment et de nombreux soldats.

À l'arrivée en France, comme cette unité a été transférée sous le commandement français, ses décorations sont Françaises plutôt qu'Americaines. Cette unité a été extrêmement bien décorée, recevant pour l'unité ainsi que des nombreuses citations individuelles incluant Croix de Guerre et Légion d'honneur.
P. C. Le 8 octobre 1918.
157e Division.
"Personnel.
Ordre(Commande) Général No. 234
" En vous transmettant avec la fierté légitime les remerciements et les félicitations du Général Garnier Duplessis, permettez-moi, mes chers amis de tous les rangs, Américains et français, de vous remercier du fond du cœur comme un chef et un soldat pour l'expression de gratitude pour la gloire que vous avez prêtée à notre bonne 157e Division. J'avais une entière confiance en vous mais vous avez surpassé mes espoirs.
"Pendant ces neuf jours de combat difficile, vous avez progressé neuf kilomètres à travers des défenses organisées puissantes, avez pris presque 600 prisonniers, 15 canons de calibres différents, 20 minenwefers et presque 150 mitrailleuses, avez sécurisé une énorme quantité de matériel d'ingénierie, une provision importante de munitions d'artillerie, avez abattu par votre feu, trois avions ennemis.
signé : Général Mariano Goybet

## Personnalités ayant servi dans le 372e régiment
- Romare Bearden, artiste peintre.